# Unesene vrste
Unesene, strane ili alohtone vrste, poznate još i kao introducirane, neozoonske,  egzotične i nenativne vrste su vrste koje žive izvan svojeg prirodnog (autohtonog) područja rasprostranjenosti, a koje su ondje dospjele čovjekovim djelovanjem, namjerno ili slučajno. Neke unesene vrste su štetne za ekosustav u koji su uvedene, dok druge nemaju negativnih učinaka i mogu zapravo biti korisne kako za ljude tako i za ekosustave, primjerice kao alternativa pesticidima u poljoprivredi - tako su na Novom Zelandu unesene biljne vrste iz Sjeverne Amerike pridonijele povećanju bioraznolikosti i bioproduktivnosti. 

## Više informacija
- bioraznolikost
- genetičko onečišćenje
- invazivne vrste